# Valea Doftanei
Valea Doftanei is een Roemeense gemeente in het district Prahova.
Valea Doftanei telt 6850 inwoners.